# Ranoidea platycephala
Ranoidea platycephala (en inglés eastern water-holding frog, flat-headed frog) es una rana originaria de Australia. Vive en el centro seco del país, en Queensland, Victoria, Australia del Sur y Nueva Gales del Sur.
La rana adulta mide de 6.0 a 9.0 cm de largo.  Es oscura o verde en color. Esta rana vive en muchos tipos de tierra, por ejemplo pastizales, humedales temporales y billabongs.  Cuando el clima es seco, esta rana cava una madriguera en el suelo y ahorra agua. Pone 500 huevos a la vez, cuando el suelo se inunda y se crean charcos temporales.